# Lac du Trièves
Le lac du Trièves est un ancien lac qui a occupé la région du Trièves, en France, au cours de différentes glaciations et notamment la dernière, celle de Würm,.
Ce lac périglaciaire se forme lorsque les glaciers de l'Isère, venant du Grésivaudan au nord, et de la Romanche, venant de l'Oisans à l'est, sont bloqués par le goulet d'étranglement de la cluse de Voreppe et, par diffluence, se dirigent vers le sud, remontant les vallées de la Gresse, du Drac et débordant sur la Matheysine,,. Les eaux des cours d'eau provenant du sud sont alors bloquées et s'accumulent en un lac où s'accumulent d'importants dépôts sédimentaires lacustres,. Au retrait des glaces, une fois les eaux libérées, le lac se vide en laissant la place à une large vallée dont le fond va être drainé par l'Ébron et ses nombreux affluents.